# Gustave Dalman
Pour les articles homonymes, voir Dalman.
Gustave Dalman (Gustaf Hermann Dalman) est un théologien luthérien et professeur d'université allemand, né le 9 juin 1855 à Niesky (province de Silésie) et mort le 19 août 1941 à Herrnhut, en Saxe. Il est le fondateur et le premier directeur de l'Institut protestant allemand d'archéologie à Jérusalem.

## Biographie
- Professeur à  Leipzig  en 1895 ;
- Directeur de l’Institut évangélique allemand pour l'archéologie de la Terre Sainte à Jérusalem en 1902 ;
- Professeur à  Greifswald en 1917, recherche sur le judaïsme du Ier siècle. Il soutient que le Christ a parlé araméen.

## Éléments bibliographiques
- Der leidende und sterbende Messias der Synagoge, Berlin 1888.
- Christentum und Judentum. Leipzig, 1898
- Palästinischer Diwan, Leipzig, 1901
- Aramaïsch-neuhebräisches Handwörterbuch (Francfort S. M., 1901).
- Grammatik der Jüdischen-palestinischen Aramaïsch, 2e éd., Leipzig, 1905
- Arbeit und Sitte in Palästina, Bd. I - VII, Berlin 1928-1942
- Les itinéraires de Jésus. Topographie des évangiles. Payot  1930:

## Sur Gustave Dalman
- Julia Männchen: Gustaf Dalmans Leben und Wirken in der Brüdergemeinde, für die Judenmission und an der Universität Leipzig 1855-1902. Wiesbaden 1987.  (ISBN 3-447-02750-9)
- Julia Männchen: Gustaf Dalman als Palästinawissenschaftler in Jerusalem und Greifswald. Wiesbaden 1994.  (ISBN 3-447-03425-4)

## Ouvrages (en anglais)

### en ligne
- Jesus Christ in the Talmud, Midrash, and the Zohar   1894
- The Words of Jesus in the Light of Post-Biblical Jewish Writings and the Aramaic Language

### présentés en ligne
- Jesus - Jeshua. Studies in the Gospels (1929)
- The Words of Jesus
- Jesus Christ in the Talmud and Commentary on the Gospels from the Talmud and the Hebraica